# Anstruda
Anstruda (7. století? - před rokem 708?) byla na konci 7. století významnou franskou aristokratkou, dcerou Warattona, majordoma královského paláce v Neustrii a jeho ženy Anseflédy. Její manžel byl Berchar, rovněž neustrijský majordomus královského paláce.
Po smrti Warratona si chtěla vdova Ansefléda udržet moc v Neustrii a tak dceru Anstrudu provdala za Berchara, vlivného šlechtice, kterého si při jmenování prosadila do úřadu majordoma Neustrie. Berchar se na rozdíl od Warattona snažil vrátit k politice bývalého majordoma Ebroina, který franské šlechtice podřizoval centrální moci. Nespokojenost šlechticů se zvyšovala, přičemž nejvlivnější z nich odcházeli do exilu v Austrasii, kde se snažili přesvědčit Pipina II. Prostředního, austrasijského majordoma k válečnému tažení do Neustrie.
V červnu 687 se obě strany střetly v bitvě u Tertry, v níž Berchar spolu s králem Theuderichem III. byli Pipinem II. poraženi. Mnoho Bercharových lidí uprchlo do nedalekého opatství Péronne a Saint-Quentin. Berchar a Theuderich III. po bitvě uprchli do Paříže, kde je Pipin dostihl a Berchara donutil rezignovat. Aby Ansefléda s Pipinem II. znovu vyjednala mír, nechala zapuzeného Berchara zavraždit a dceru Anstrudu provdala za Pipinova syna Drogona ze Champagne.
O dalším osudu Anstrudy se nedochovaly žádné informace. Po roce 708, kdy zemřel Drogon se o výchovu a vzdělání jeho čtyř synů  starala Ansefléda, z čehož lze usoudit, že Anstruda a snad i její dcera Adaltruda byly již po smrti.